# Ialomița (rijeka)
Ialomița (rumunjski: râul Ialomița, bugarski: Яломица) je rijeka u Rumunjskoj u pokrajini Vlaškoj. Izvire na 2160 metara nadmorske visine na planini Bucegi koja je dio Karpata, teče 417 km i ulijeva se u Dunav kod grada Hârșove. Ukupna površina slijeva Ialomițe je 10.350 km².

## Tok
Ialomița protječe kroz županije: 
- Dâmbovița
- Prahova
- Ilfov
- Ialomița

Dva najveća grada na rijecu su Târgoviște i Slobozia.

## Pritoke
Pritoke rijeke Ialomița (od izvora prema ušću):
- Left: Valea Șugărilor, Cocora, Lăptici, Scândurari, Blana, Nucet, Oboarele, Scropoasa, Orzea, Brândușa, Gâlma, Ialomicioara, Rușeț, Bizdidel, Slănic de Răzvad, Slănic, Pâscov, Crivăț, Cricovul Dulce, Prahova, Sărata, Cotorca, Sărățuica, Fundata, Valea Lată Sărată
- Right: Valea Doamnelor, Valea Sucheniței, Horoaba, Coteanu, Valea Văcăriei, Tătaru, Gâlgoiu, Mircea, Bolboci, Lucăcilă, Zănoaga, Valea Cabanierului, Brătei, Izvorul Rătei, Raciu, Valea Doicii, Seciul cu Colți, Voivodeni, Țâța, Ialomicioara (II), Vulcana, Izvor, Racovița, Sticlărie, Snagov, Cociovaliștea, Comana

## Vanjske poveznice
|  | Zajednički poslužitelj ima još gradiva o temi Ialomița (rijeka) |